# Greg Soussan
Pour les personnes ayant le même patronyme, voir Soussan.
Greg Soussan est photographe portraitiste français, né en 1975 à Talence. Il réalise des reportages, affiches et publicités.
Il a commencé la photographie à l'âge de quatorze ans sur l'île de Saint-Martin où il a passé son enfance.
Son premier portrait est celui d'Alphonse Boudard, ex taulard et écrivain; sa première publication : une double-page d'Henri Salvador dans Paris-Match.
Il est connu pour ses portraits de célébrités : Mikhaïl Gorbatchev, Pénélope Cruz, John Travolta, Zinédine Zidane, Michel Polnareff et tant d'autres… Ses photographies sont publiées en France et à l'étranger. 

## Publications
- " Métronome  Illustré, en collaboration avec Lorànt Deutsch- Couverture et photographies des lieux insolites, Paris, Michel Lafon, 2011
- " Calendrier officiel du XV de France 2012 aux éditions Michel Lafon
- Anonymes, Paris, " Livre d'Art " Alternatives, 2007,
- Dans les coulisses du XV de France, Paris, Michel Lafon, 2007, 159 p.
- " Christophe Maé, Les plus belles photos de sa tournée " , Paris, Hors collection , 107 p.